# Scottish Championship 2018-2019
La Scottish Championship 2018-2019 è la sesta edizione dell'omonima competizione e la 113ª edizione totale della seconda serie del campionato di calcio scozzese. La stagione è iniziata il 4 agosto 2018 ed è terminata il 4 maggio 2019.
Il Ross County ha vinto il torneo per la seconda volta nella propria storia ed è stato promosso in Premiership.

## Novità
Dalla Scottish Premiership 2017-2018 sono retrocessi il Ross County e il Partick Thistle, mentre dalla Scottish League One sono stati promossi l'Ayr Utd e l'Alloa Athletic. Queste squadre sostituiscono rispettivamente St. Mirren e Livingston (promossi in Premiership) e Dumbarton e Brechin City (retrocessi in League One).

### Regolamento
Il campionato è composto di 10 squadre che si affrontano in un doppio girone di andata-ritorno per un totale di 36 giornate.

La prima classificata viene promossa direttamente in Scottish Premiership. La 2ª, la 3ª e la 4ª classificata e l'11ª classificata della Scottish Premiership 2018-2019 si affrontano nei playoff per un posto in Scottish Premiership.

L'ultima classificata viene retrocessa direttamente in Scottish League One. La 9ª classificata partecipa ai playoff per un posto in Scottish Championship assieme alla 2ª, alla 3ª e alla 4ª classificata in Scottish League One 2018-2019.

## Squadre partecipanti
| Squadra            | Città       | Stadio             | Stagione 2017-2018                |
| ------------------ | ----------- | ------------------ | --------------------------------- |
| Alloa Athletic     | Alloa       | Recreation Park    | 3º posto in Scottish League One   |
| Ayr Utd            | Ayr         | Somerset Park      | 1º posto in Scottish League One   |
| Dundee Utd         | Dundee      | Tannadice Park     | 3º posto in Scottish Championship |
| Dunfermline        | Dunfermline | East End Park      | 4º posto in Scottish Championship |
| Falkirk            | Falkirk     | Falkirk Stadium    | 8º posto in Scottish Championship |
| Greenock Morton    | Greenock    | Cappielow Park     | 7º posto in Scottish Championship |
| Inverness          | Inverness   | Caledonian Stadium | 5º posto in Scottish Championship |
| Partick Thistle    | Glasgow     | Firhill Stadium    | 11º posto in Scottish Premiership |
| Queen of the South | Dumfries    | Palmerston Park    | 6º posto in Scottish Championship |
| Ross County        | Dingwall    | Victoria Park      | 12º posto in Scottish Premiership |

## Classifica finale
|  | Pos. | Squadra            | Pt | G  | V  | N  | P  | GF | GS | DR  |
|  | ---- | ------------------ | -- | -- | -- | -- | -- | -- | -- | --- |
|  | 1.   | Ross County        | 71 | 36 | 21 | 8  | 7  | 63 | 34 | +29 |
|  | 2.   | Dundee Utd         | 65 | 36 | 19 | 8  | 9  | 49 | 40 | +9  |
|  | 3.   | Inverness          | 56 | 36 | 14 | 14 | 8  | 48 | 40 | +8  |
|  | 4.   | Ayr Utd            | 54 | 36 | 15 | 9  | 12 | 50 | 38 | +12 |
|  | 5.   | Greenock Morton    | 46 | 36 | 11 | 13 | 12 | 36 | 45 | -9  |
|  | 6.   | Partick Thistle    | 43 | 36 | 12 | 7  | 17 | 43 | 52 | -9  |
|  | 7.   | Dunfermline        | 41 | 36 | 11 | 8  | 17 | 33 | 40 | -7  |
|  | 8.   | Alloa Athletic     | 39 | 36 | 10 | 9  | 17 | 39 | 53 | -14 |
|  | 9.   | Queen of the South | 38 | 36 | 9  | 11 | 16 | 41 | 48 | -7  |
|  | 10.  | Falkirk            | 38 | 36 | 9  | 11 | 16 | 37 | 49 | -12 |

Legenda:

      Campione di Championship e promossa in Premiership 2019-2020
 Qualificata ai play-off
      Retrocessa in League One 2019-2020
Tre punti a vittoria, uno a pareggio, zero a sconfitta.
La classifica viene stilata secondo i seguenti criteri:
- Punti conquistati
- Differenza reti generale
- Reti totali realizzate
- Punti realizzati negli scontri diretti
- Differenza reti negli scontri diretti
- Reti realizzate negli scontri diretti
- play-off (solo per definire la promozione, la retrocessione e i playoff)

## Spareggi

### Play-off Premiership/Championship

#### Quarto di finale

##### Andata
| Arbitro: | Alan Muir |

|          |           |                                    |
| Rose 65’ | Marcatori | 33’ Trafford 51’, 76’ (rig.) White |

##### Ritorno
| Arbitro: | Steven McLean |

|               |           |             |
| Donaldson 79’ | Marcatori | 19’ McCowan |

#### Semifinale

##### Andata
| Arbitro: | Nicholas Walsh |

|  |           |              |
|  | Marcatori | 78’ McMullan |

##### Ritorno
| Arbitro: | Kevin Clancy |

|                                |           |  |
| Clark 45’ Sow 58’ Šafranko 80’ | Marcatori |  |

#### Finale

##### Andata
| Dundee 23 maggio 2019, ore 20:45 CEST Gara 5 | Dundee Utd | 0 – 0 referto | St. Mirren | Tannadice Park\| Arbitro: \| R. Madden \| |
| Arbitro:                                     | R. Madden  |               |            |                                           |

##### Ritorno
| Arbitro: | J. Beaton |

|                      |                      |                            |
| Mullen 26’           | Marcatori            | 23’ (rig.) Clark           |
| McGinn Popescu Muzek | Tiri di rigore 2 – 0 | Pawlett Šafranko Sow Booth |

### Play-off Championship/League One

#### Semifinali
| Andata:         |                    |       |                    |                           |
| 7/8 maggio 2019 | Montrose           | 2 – 1 | Queen of the South | Montrose, Links Park      |
| 7/8 maggio 2019 | Raith Rovers       | 2 – 1 | Forfar Athletic    | Kirkcaldy, Stark's Park   |
| Ritorno:        |                    |       |                    |                           |
| 11 maggio 2019  | Queen of the South | 5 – 0 | Montrose           | Dumfries, Palmerston Park |
| 11 maggio 2019  | Forfar Athletic    | 1 – 1 | Raith Rovers       | Forfar, Station Park      |

#### Finale
| 15 maggio 2019 | Raith Rovers       | 1 – 3 | Queen of the South | Kirkcaldy, Stark's Park   |
| 18 maggio 2019 | Queen of the South | 0 – 0 | Raith Rovers       | Dumfries, Palmerston Park |